# أندرو كريبس
أندرو كريبس هو سياسي أسترالي، ولد في 5 فبراير 1981 في Tully, Queensland ‏ في أستراليا. نشط حزبياً في الحزب الوطني الليبرالي في كوينزلاند. وقد انتخب عضو المجلس التشريعي لولاية كوينزلاند ‏ عن دائرة Electoral district of Hinchinbrook ‏ (9 سبتمبر 2006 – 25 نوفمبر 2017).